# Фаббрике-ди-Валлико
Фаббрике-ди-Валлико (итал. Fabbriche di Vallico) — коммуна в Италии, располагается в регионе Тоскана, в провинции Лукка.
Население составляет 526 человек (2008 г.), плотность населения составляет 35 чел./км². Занимает площадь 15 км². Почтовый индекс — 55020. Телефонный код — 0583.
Покровителем коммуны почитается святой апостол Иаков Старший, празднование 25 июля.

## Демография
Динамика населения:

## Администрация коммуны
- Официальный сайт: https://web.archive.org/web/20100325133157/http://www.comune.fabbrichedivallico.lu.it/